# Paul Vanden Boeynants
Paul Emile François Henri Vanden Boeynants (22. května 1919 – 9. ledna 2001) byl belgický křesťanskodemokratický politik. V letech 1966–1968 a 1978–1979 byl premiérem Belgie. V letech 1972–1979 byl ministrem obrany. Byl představitelem dnes již zaniklé Křesťansko-sociální strany (Christelijke Volkspartij - Parti Social Chrétien), jejímž předsedou byl v letech 1961–1966.
Roku 1989 byl unesen členy tzv. Haemersova gangu, kteří požadovali výkupné 30 milionů belgických franků. Propuštěn ze zajetí byl Boeynants po měsíci.